# Arjeplog község
Arjeplog község (svédül: Arjeplogs kommun) Svédország 290 községének egyike. 
A mai község 1863-ban jött létre.

## Települései
A községben 7 település található:
| Település   | Népesség | Megjegyzés         |
| ----------- | -------- | ------------------ |
| Arjeplog    |          | a község székhelye |
| Laisvall    |          |                    |
| Slagnäs     |          |                    |
| Jäckvik     |          |                    |
| Kasker      |          |                    |
| Laisvallby  |          |                    |
| Mellanström |          |                    |

## Külső hivatkozások
- Hivatalos honlap